# جنگ اینگری
جنگ اینگری میان روسیه و سوئد از ۱۶۱۰ تا ۱۶۱۷ میلادی در دوره دشواری‌ها رخ داد. این جنگ تلاشی از سوی امپراتوری سوئد برای انتصاب دوکی سوئدی بر تاج و تخت روسیه بود. این جنگ با پیروزی بزرگ سوئد و بدست آوردن سرزمین‌های بیش تر برای این کشور با پیمان استولبوفو به پایان رسید. این جنگ عملاً سوئد را وارد دوره قدرت گرفتن آن کشور نمود.